# Portaha
Portaha (en népalais : पोर्ताहा) est un comité de développement villageois du Népal situé dans le district de Saptari. Au recensement de 2011, il comptait 5 179 habitants.